# Andromimetofilija
Andromimetofilija (ponekad pogrešno navođena kao androminetofilija) je seksualna privlačnost prema ženama koje imitiraju muškarce ili transmuškarcima, prije ili poslije operacije.
Parafilijski ekvivalent andromimetofilije je ginemimetofilija, odnosno seksualna privlačnost prema muškarcima koji imitiraju žene ili transženama. 
Obje parafilije se tumače kao privlačnost prema androginiji. Tranny chaseri se ponekad definiraju kao andro- ili ginemimetofili.